# Ramón Heredia
Ramón Armando Heredia Ruarte, né le 26 février 1951 à Córdoba en Argentine, est un footballeur et entraîneur argentin des années 1970. Il évoluait au poste de défenseur.

## Biographie
Ramón Heredia est international argentin à 30 reprises (1971-1974) pour deux buts.
Il participe à la Coupe du monde de football de 1974, en RFA. Il est titulaire dans tous les matchs, où il inscrit un but à la 60e minute contre la Pologne, et reçoit un carton jaune contre Haïti. L’Argentine est éliminée au second tour.
En club, il débute à San Lorenzo de Almagro, remportant le championnat d'Argentine en 1972. Puis il signe à l'Atlético de Madrid. Il remporte la Liga en 1977, une coupe d'Espagne en 1976, et il est finaliste de la C1 en 1974. Il remporte la Coupe intercontinentale la même année.
Il signe ensuite au PSG en 1977. Il y joue deux saisons sans remporter de titres.
Ensuite, il entame une carrière d'entraîneur en Espagne (CD Toledo, Atlético de Madrid, Cadix CF, Real Jaén et Unión Deportiva San Pedro).

## Clubs

### Joueur
- 1969-1973 :  CA San Lorenzo de Almagro
- 1973-1977 :  Atlético de Madrid
- 1977-1979 :  Paris Saint-Germain

### Entraîneur
- CD Toledo
- 1993 :  Atlético de Madrid
- 1994-1995 :  Cadix CF
- Real Jaén
- Unión Deportiva San Pedro

## Palmarès
- Championnat d'Argentine

- - Champion en 1972

- Championnat d'Espagne
  - Champion en 1977
  - Vice-champion en 1974

- Coupe d'Espagne
  - Vainqueur en 1976
  - Finaliste en 1975

- Coupe intercontinentale
  - Vainqueur en 1974

- Ligue des champions de l'UEFA
  - Finaliste en 1974